# Yorktown, Indiana
Yorktown är en kommun (town) i Delaware County, i delstaten Indiana, USA. Enligt United States Census Bureau har staden en folkmängd på 9 404 invånare (2011) och en landarea på 22,7 km².